# Jin i jang
Jin i jang  (kineski: 陰陽, pinyin: yīnyáng, hrv. „tamno-svijetlo”) dva su osnovna pojma kineske filozofije.
Prikazuju zasebne i naizgled nespojive sile prirode koje se nadopunjuju. Dvojnost je karakteristična za različite grane kineske znanosti, za kinesku filozofiju, a čini i temelje tradicionalne kineske medicine, kao i središnje načelo kineskih fizičkih vježbi i borilačkih vještina.
Jang je povezan s bijelim, muškim načelom i usredotočeno je na vanjštinu, ali crni jin pak simbolizira žensko načelo koje je usredotočeno na unutrašnjost.
Jin i jang simboliziraju dvojnosti u svijetu kao što su, primjerice, svjetlo i tama, muško i žensko, visoko i nisko, toplo i hladno. Jin i jang ipak se nadopunjuju i surađuju te udruženi čine tao, jedinstvo. Po tome se oni razlikuju od dvojnosti u pravim dualističkim sustavima, gdje se elementi dualizma nepomirljivo sukobljavaju. Simbol jina i janga pokazuje njihovu komplementarnost jer se oni po svojoj vijugavoj stranici savršeno sklapaju u oblik kruga, a osim toga svaki od njih sadrži i djelić drugoga (crni kružić u bijeloj polovici i bijeli kružić u crnoj polovici simbola).